# Свёртка Дирихле
Свёртка Дирихле — бинарная операция, определённая для арифметических функций, используемая в теории чисел, введена и исследована немецким математиком Дирихле.

## Определение
Свёртка Дирихле {\displaystyle f*g} двух арифметических функций {\displaystyle f} и {\displaystyle g} — арифметическая функция, определяемая следующим образом:
{\displaystyle (f*g)(n)=\sum _{d\mid n}f(d)g\left({\frac {n}{d}}\right)=\sum _{ab=n}f(a)g(b)},
где сумма берётся по всем натуральным делителям {\displaystyle d} аргумента {\displaystyle n}, или, что эквивалентно, по всем парам {\displaystyle (a,b)} натуральных чисел, произведение которых равно {\displaystyle n}.

## Свойства
Множество арифметических функций по поточечному сложению (то есть функция {\displaystyle f+g} определяется соотношением {\displaystyle (f+g)(n)=f(n)+g(n)}) и свёртка Дирихле образуют коммутативное кольцо, называемое кольцом Дирихле. Единицей кольца является функция {\displaystyle \epsilon }, определённая как {\displaystyle \epsilon (n)=1}, если {\displaystyle n=1} и {\displaystyle \epsilon (n)=0}, если {\displaystyle n>1}. Обратимыми элементами являются все функции {\displaystyle f} такие, что {\displaystyle f(1)\neq 0}.
В частности, свёртка Дирихле является ассоциативной:
{\displaystyle (f*g)*h=f*(g*h)},
дистрибутивной по сложению:
{\displaystyle f*(g+h)=f*g+f*h=(g+h)*f},
коммутативной:
{\displaystyle f*g=g*f}
и имеет нейтральный элемент:
{\displaystyle f*\epsilon =\epsilon *f=f}.
Свёртка Дирихле двух мультипликативных функций снова мультипликативна, и каждая мультипликативная функция имеет мультипликативное обращение Дирихле. Если {\displaystyle f} — вполне мультипликативная функция, то {\displaystyle f(g*h)=(fg)*(fh)}, где умножение функций определяется как их поточечная композиция. Свёртка двух вполне мультипликативных функций не всегда является вполне мультипликативной.

## Обращение Дирихле
Для каждой функции {\displaystyle f}, для которой {\displaystyle f(1)\neq 0} существует функция {\displaystyle g} такая, что {\displaystyle f*g=\epsilon } ({\displaystyle \epsilon } — единица кольца по умножению), называемая обращением Дирихле функции {\displaystyle f}.
Обращение Дирихле единичной функции {\displaystyle 1(n)=1} — функция Мёбиуса, отсюда следует множество результатов, в частности:
{\displaystyle g=f*1\Leftrightarrow f=g*\mu } (формула обращения Мёбиуса),
{\displaystyle \lambda *|\mu |=\epsilon }, где {\displaystyle \lambda } — функция Лиувилля,
{\displaystyle \lambda *1=1_{S},} где {\displaystyle S=\{1;4;9;16;...\}} — множество квадратов.
Связь с функцией делителей {\displaystyle \sigma _{k}}:
{\displaystyle \sigma _{k}(n)=\sum \limits _{d\mid n}d^{k}},
суммирующей {\displaystyle k}-е степени делителей числа, также связан ряд примечательных свойств со свёрткой:
{\displaystyle \sigma _{1}=\operatorname {Id} *1} ({\displaystyle \operatorname {Id} } — постоянная функция {\displaystyle \operatorname {Id} (n)=n}),
{\displaystyle \sigma _{k}=\operatorname {Id} _{k}*1} ({\displaystyle \operatorname {Id} _{k}} — {\displaystyle k}-я степень аргумента: {\displaystyle \operatorname {Id} _{k}(n)=n^{k}}),
{\displaystyle \tau =1*1} (здесь {\displaystyle \tau =\sigma _{0}} — число делителей числа {\displaystyle n}),
{\displaystyle \operatorname {Id} =\sigma _{1}*\mu }
{\displaystyle 1=\tau *\mu }
{\displaystyle \tau ^{3}*1=(\tau *1)^{2}}
Связь с функцией Эйлера {\displaystyle \varphi }:
{\displaystyle \varphi *1=\operatorname {Id} }.
{\displaystyle \sigma _{1}=\varphi *\tau }.
Связь с жордановым тотиентом {\displaystyle J_{k}}:
{\displaystyle J_{k}*1=\operatorname {Id} _{k}}
{\displaystyle (\operatorname {Id} _{s}J_{r})*J=J_{s+r}}
Связь с функцией Мангольдта {\displaystyle \Lambda }:
{\displaystyle \Lambda *1=\ln }.
Если задана арифметическая функция {\displaystyle f}, то её обращение Дирихле {\displaystyle g=f^{-1}} может быть вычислено рекурсивно (точнее, каждое значение {\displaystyle g(n)} выражается через {\displaystyle g(m)} для {\displaystyle m<n}) через определение обращения Дирихле.
Для {\displaystyle n=1} {\displaystyle g(1)=f^{-1}(1)} — определена при {\displaystyle f(1)\neq 0}
И в общем для всех {\displaystyle n>1}:
{\displaystyle g(n)={\frac {-1}{f(1)}}\sum _{\stackrel {d\mid n}{d<n}}f\left({\frac {n}{d}}\right)g(d)}.
{\displaystyle g(n)} определено, если {\displaystyle f(1)\neq 0}. Таким образом, функция {\displaystyle f} имеет обращение Дирихле тогда и только тогда, когда {\displaystyle f(1)\neq 0}.

## Ряды Дирихле
Для всякой арифметической функции {\displaystyle f} можно определить её ряд Дирихле через производящую функцию как
{\displaystyle \operatorname {DG} (f;s)=\sum \limits _{n=1}^{+\infty }{\frac {f(n)}{n^{s}}}}
для всех таких комплексных аргументов {\displaystyle s}, для которых ряд сходится. Произведение рядов Дирихле связано с её свёрткой Дирихле следующим образом:
{\displaystyle \operatorname {DG} (f;s)\operatorname {DG} (g;s)=\operatorname {DG} (f*g;s)}
для всех {\displaystyle s}, для которых оба ряда слева сходятся, причём хотя бы один сходится абсолютно (при этом обычная сходимость обоих рядов слева не влечёт сходимость ряда справа). Эта связь структурно напоминает теорему сходимости для рядов Фурье (где роль преобразования Фурье играет ряд Дирихле).